# Далекосхідноєвропейський час
| синій       | Західноєвропейський час (WET, GMT) (UTC+0) Західноєвропейський літній час (WEST, BST, IST) (UTC+1) |
| фіолетовий  | Західноєвропейський час (WET, GMT) (UTC+0)                                                         |
| червоний    | Центральноєвропейський час (CET) (UTC+1) Центральноєвропейський літній час (CEST) (UTC+2)          |
| жовтий      | Східноєвропейський час (EET) / Калінінградський час (UTC+2)                                        |
| буро-жовтий | Східноєвропейський час (EET) (UTC+2) Східноєвропейський літній час (EEST)(UTC+3)                   |
| зелений     | Далекосхідноєвропейський час (FET)/Московський час (MSK) (UTC+3)                                   |

Далекосхідноєвропе́йський час (англ. Further-eastern European Time, FET) — одна з назв часового поясу UTC+3. Ця назва використовується для спільного позначення московського, та мінського часу, що збігаються після зміни порядку обчислення часу відповідно у Російській Федерації, та Білорусі 2011 року.
У цій зоні відсутній перехід на літній час.
Назва була введена у жовтні 2011 року у tz database(англ.) (що також відома як база даних Олсона) та використовується в тому числі в операційних системах UNIX після рішень Росії (для Калінінградської області) та Білорусі про встановлення літнього часу як стандартного та припинення сезонних змін часу (досі використовували EET/EEST).

## Передісторія

### Калінінградська область
1 вересня 2011 року набула чинності Постанова Уряду РФ [Архівовано 11 квітня 2021 у Wayback Machine.], відповідно до якої встановлено межі «часових зон» та час у них за розбіжністю з московським часом, який цією ж постановою визначений як UTC+4. Калінінградська область була віднесена до "першої часовий зони («московський час мінус одна година»), тобто UTC+3.

### Білорусь
15 вересня 2011 року урядом Білорусі скасовано постанову від 13.05.1996 «Про зміну порядку обчислення часу на території Республіки Білорусь» та запроваджено «поясний час плюс одна година без переходу на сезонний час», тобто UTC+3.

### Україна
20 вересня 2011 року Верховна рада України ухвалила Постанову «Про зміну порядку обчислення часу на території України», відповідно до якої «заднім числом» — з 27 березня 2011 року встановлено час «другого часового поясу з додаванням однієї години», що рівнозначно запровадженню часу третього поясу (UTC+3). Цим же документом скасовані постанови Верховної ради від 11 червня 1990 року (якою запроваджено час другого поясу) та від 6 березня 1992 року (відповідно до якої вводився літній час). Постанова набула чинності з 1 жовтня 2011 року.

### Молдова
Президент невизнаної Придністровської Молдовської Республіки 11 жовтня 2011 року видав указ, відповідно до якого з 30 жовтня 2011 року скасовувалися сезонні зміни часу.

## Визначення FET
Фахівцями, що займаються tz database було прийнято рішення запровадите спільне позначення часу для усіх згаданих територій, аналогічно із запровадженими часовими поясами Європи (WET, CET, EET) і водночас відтворити у назві його розташування. Пропонувалися також окремі позначення для кожної країни (наприклад, UAT для України). FET виникло як цілком нове позначення, адже коли на згаданих територіях до 1989—1990 років діяв час UTC+3, він називався московським часом, проте з 2011 року московський час відповідав UTC+4.

## Подальші події
Після критики з боку громадськості Україна офіційно скасувала постанову від 20 вересня 2011 вже 18 жовтня того ж року і повернулася до східноєвропейського часу (EET/EEST). Невдовзі аналогічне рішення прийнято у Придністров'ї.
Росія з 26 жовтня 2014 року скасувала «постійний літній час» переведенням годинників на годину назад. Відтак Калінінградська область перейшла на UTC+2 (EET), а на UTC+3 перейшли майже всі регіони, де діяв московський час. Таке ж позначення, MSK, залишається поширенішим для всіх російських регіонів на UTC+3, а також для окупованих Росією території України та Грузії.
У 2016 році на цілорічний час UTC+3 перейшла Туреччина. Проте, як і для періоду 1978—1984 років, час цієї країни названий «турецьким» (TRT).
Після 2014 року, коли час у Білорусі став збігатися з московським, його також за межами Білорусі ідентифіковано як MSK. Таким чином, позначення FET більше не використовується, проте так можна позначати час для всіх європейських територій, де введено час третього поясу.

## Географія
- Західна частина Російської Федерації (також відомий як МСК/MSK ― московський час/Moscow Time)
- Білорусь
- на окупованому Росією Кримському півострові (АР Крим та у Севастополі) України
- на окупованих Росією окремих районах Донецької, Запорізької, Луганської та Херсонської областей України
- Туреччина (TRT ― турецький час/Turkey Time)